# Uroplectes
Uroplectes é um gênero de escorpiões, da família Buthidae.

## Espécies
| U. andreae Pocock, 1889         | U. carinatus (Pocock, 1890)   | U. chubbi Hirst, 1911             |
| U. fischeri (Karsch, 1879)      | U. flavoviridis Peters, 1861  | U. formosus Pocock, 1890          |
| U. gracilior Hewitt, 1914       | U. insignis Pocock, 1890      | U. lineatus (C. L. Koch, 1844)    |
| U. longimanus Werner, 1936      | U. marlothi Purcell, 1901     | U. ngangelarum Monard, 1930       |
| U. occidentalis Simon, 1876     | U. olivaceus Pocock, 1896     | U. otjimbinguensis (Karsch, 1879) |
| U. pardalis Werner, 1913        | U. pardii Kovarik, 2003       | U. pictus Werner, 1913            |
| U. pilosus (Thorell, 1876)      | U. planimanus (Karsch, 1879)  | U. schlechteri Purcell, 1901      |
| U. schubotzi Kraepelin, 1929    | U. silvestrii Borelli, 1913   | U. teretipes Lawrence, 1966       |
| U. triangulifer (Thorell, 1876) | U. tumidimanus Lamoral, 1979  | U. variegatus (C. L. Koch, 1844)  |
| U. vittatus (Thorell, 1876)     | U. xanthogrammus Pocock, 1897 |                                   |